# Platanthera cristata
Platanthera cristata là một loài thực vật có hoa trong họ Lan. Loài này được (Michx.) Lindl. miêu tả khoa học đầu tiên năm 1835.

## Hình ảnh

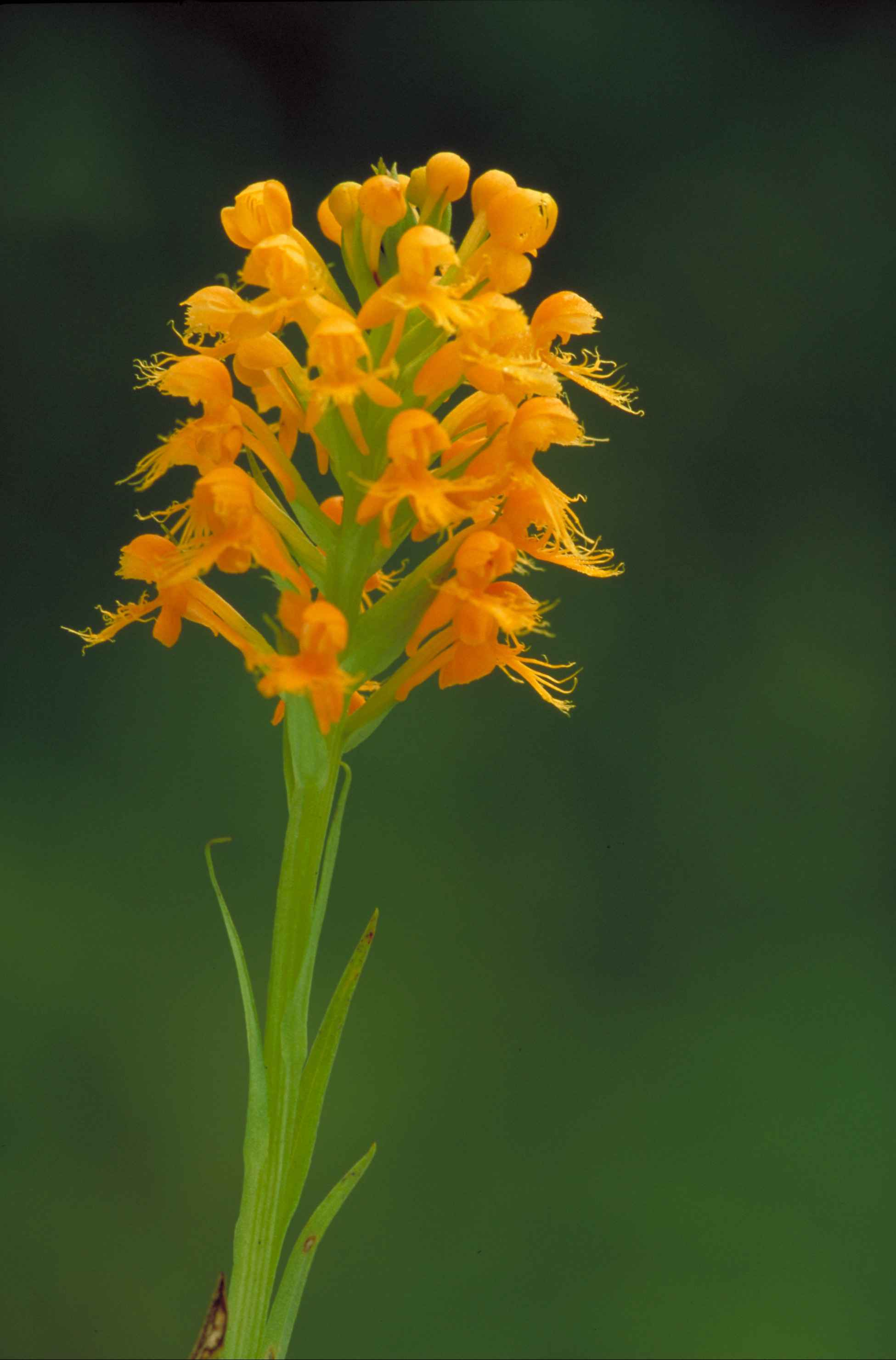
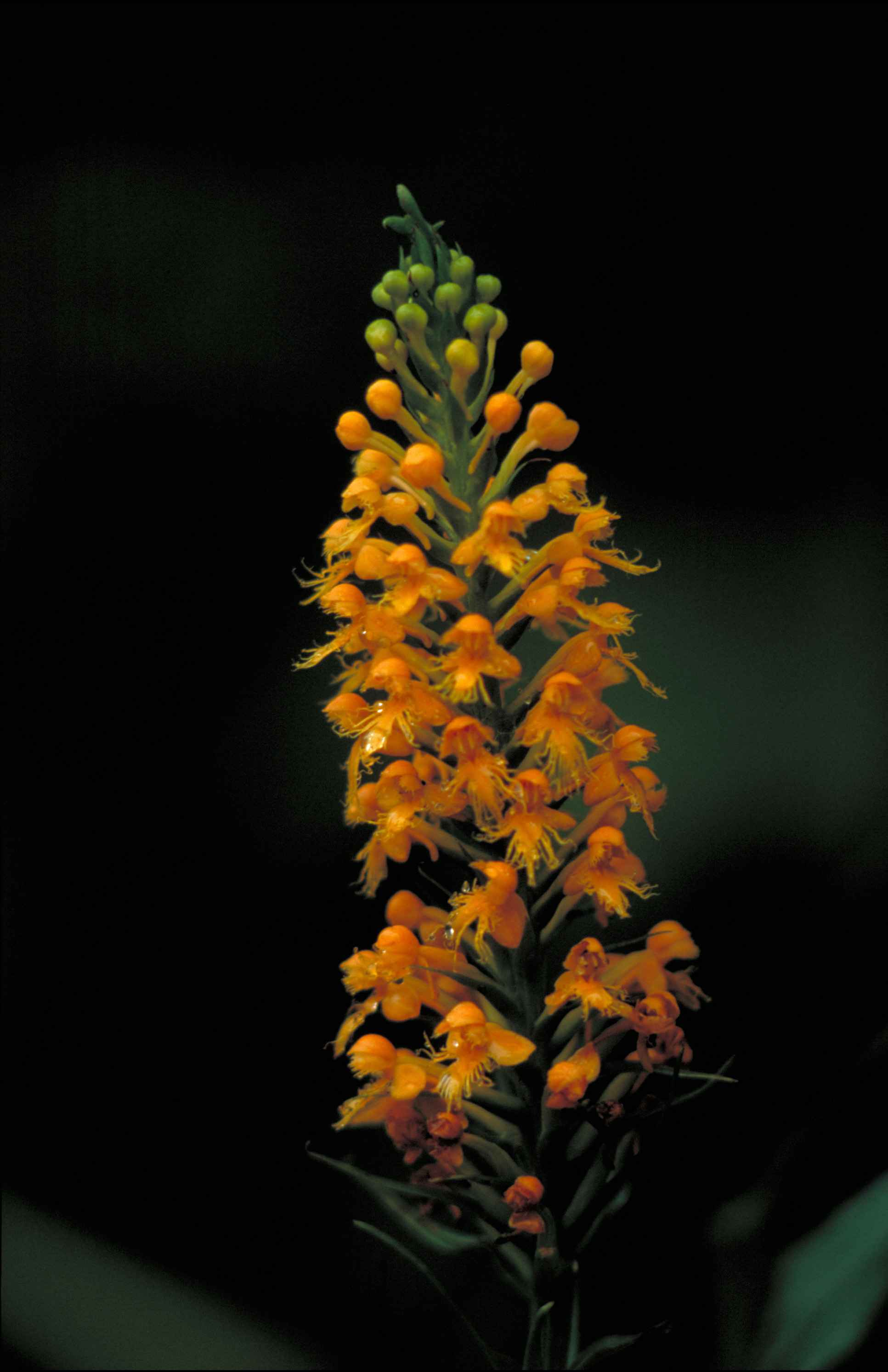